# Láujar de Andarax
Láujar de Andarax è un comune spagnolo  situato nella comunità autonoma dell'Andalusia.